# Mike Curran
Michael Vincent Curran (* 14. April 1944 in International Falls, Minnesota) ist ein ehemaliger US-amerikanischer Eishockeytorwart. Er gilt als einer der erfolgreichsten US-amerikanischen Torhüter, der nie in der National Hockey League spielte. Er vertrat die Nationalmannschaft seines Heimatlandes bei insgesamt sieben internationalen Turnieren und gewann bei den Olympischen Winterspielen 1972 die Silbermedaille.

## Karriere
Mike Curran spielte zu Beginn der 1960er-Jahre zunächst in seiner Geburtsstadt International Falls an der High School auf der Position des Torwarts für die International Falls Broncos, mit denen er mehrmals die High-School-Meisterschaft des Bundesstaates Minnesota gewann. 1961 stellte er hierbei mit einem Gegentorschnitt von 0,78 einen noch heute bestehenden Rekord auf. Ab 1962 spielte Curran für die Green Bay Bobcats aus der United States Hockey League unter Spielertrainer John Mayasich. Nachdem er dort drei Saisonen verweilt hatte, begann der US-Amerikaner ein Studium an der University of North Dakota und ging für deren Eishockeymannschaft, die North Dakota Fighting Sioux, in der Western Collegiate Hockey Association aufs Eis. Curran führte das Team zweimal ins Finalspiel der National Collegiate Athletic Association. 1967 verlor die Mannschaft die Partie gegen die Cornell University um den späteren NHL-Star Ken Dryden und ein Jahr später unterlag das Team gegen die Auswahlmannschaft der University of Denver. Die folgenden zwei Spielzeiten verbrachte der Torwart erneut bei den Green Bay Bobcats aus der USHL. Während dieser Zeit wurde er erstmals in den Kader der US-amerikanischen Nationalmannschaft berufen und vertrat diese zum ersten Mal bei der Weltmeisterschaft 1969.
1972 erhielt Curran seinen ersten Profivertrag bei den Minnesota Fighting Saints aus der World Hockey Association. Bereits in seiner Debütsaison, die Spielzeit 1972/73, war er Stammtorwart und hütete in 44 Begegnungen der regulären Saison das Tor der Fighting Saints. Dabei gelangen ihm vier Shutouts. In der folgenden Saison bildete er gemeinsam mit John Garrett ein Torwartduo und beiden bestritten jeweils 40 WHA-Spiele in der regulären Saison, wobei Curran eine Fangquote von rund 91 Prozent erreichte. In den folgenden beiden Saisonen setzte sich Garrett endgültig als Stammtorwart durch und Curran war zeitweise nur dritter Torhüter im Kader der Minnesota Fighting Saints. Während der Saison 1975/76 stand er auch in neun Spielen für die Johnstown Jets in der North American Hockey League auf dem Eis. Weiters erhielt der US-Amerikaner im Verlauf der Spielzeit 1976/77 Spielpraxis bei den Rochester Americans aus der American Hockey League, bevor er erneut in den WHA-Kader der Fighting Saints berufen wurde. Bei diesen war er zuletzt zweiter Torhüter hinter Louis Levasseur und absolvierte noch 16 Begegnungen, bevor er 1977 seine Spielerkarriere beendete.

### International
Für die Vereinigten Staaten nahm Curran an den Weltmeisterschaften 1969, 1970, 1971, 1976 und 1977, den Olympischen Winterspielen 1972 sowie dem Canada Cup 1976 teil. Mit sieben Teilnahmen an internationalen Turnieren ist er der erfolgreichste Torwart seines Heimatlandes und nur John Mayasich, der die USA insgesamt neunmal vertrat, war erfolgreicher. Der Höhepunkt seiner internationalen Laufbahn war der Gewinn der Silbermedaille bei den Olympischen Winterspielen 1972. Im zweiten Spiel der Finalrunde gegen die Tschechoslowakei parierte er 51 Schüsse und die USA gewannen mit 5:1. Curran wurde nach Abschluss des Turniers als Most Valuable Player der USA ausgezeichnet. Beim Canada Cup 1976 bildete er mit Pete LoPresti das Torwartduo. Die USA beendeten das Turnier auf dem fünften Platz und Curran hütete in drei Spielen das Tor seines Heimatlandes.
Nach seinem Karriereende wurden Currans Leistungen entsprechend gewürdigt und der US-Amerikaner 1998 in die United States Hockey Hall of Fame sowie ein Jahr später in die IIHF Hall of Fame aufgenommen.

## Erfolge und Auszeichnungen
- 1972 Silbermedaille bei den Olympischen Winterspielen
- 1973 Teilnahme am WHA All-Star Game
- 1998 Aufnahme in die United States Hockey Hall of Fame
- 1999 Aufnahme in die IIHF Hall of Fame